# Hylopezus perspicillatus
El tororoí de anteojos (en Colombia y Ecuador) (Hylopezus perspicillatus), también denominado tororoi pechilistado (en Costa Rica), hormiguero pechirrayado (en Nicaragua) y hormiguero de anteojos (en Honduras), es una especie de ave paseriforme de la familia Grallariidae nativa de América Central y del norte de  América del Sur. Anteriormente se clasificaba en la familia Formicariidae.

## Distribución y hábitat
Se distribuye desde la pendiente caribeña del este de Honduras, por Nicaragua, Costa Rica, Panamá, hasta la pendiente del Pacífico del oeste de Colombia y noroeste de Ecuador.
Vive en el nivel inferior y el suelo del bosque húmedo de tierras bajas, hasta los 1200 m de altitud.

## Descripción
Mide 12,5 a 14 cm de longitud y pesa 48 g. Presenta el píleo, la parte posterior del cuello y el manto de color gris pizarroso, que se torna oliva grisáceo en la rabadilla y los escapulares. Tiene un listado fino ante en el manto, y coberteras alares color castaño con la punta anteada. El borde de las primarias es de clorante acanelado, que resalta sobre las coberteras negruzcas de las primarias. El vexilo externo del álula es ante. Luce anillo ocular grueso y área loreal anteados a anaranjados, separados por una línea negra delgada. Las mejillas y las manchas de los auriculares son de color ante opaco y la lista malar negruzca. El mentón, la garganta, el pecho y abdomen son blancos con abundantes listas negro en el pecho y los lados anteados. Los flancos y coberteras infracaudales son ante ocráceo. En el pico, la maxila es negra, la mandíbula color carne con la punta fusca. Las patas son gris claro.

## Comportamiento

### Alimentación
Se alimenta de insectos y otros invertebrados. Busca alimento en solitario, aunque puede realizarlo en pareja.

### Reproducción
Construye sobre un arbusto del bosque un nido en forma de tazón, poco profundo y voluminoso, con palitos y hojas secas, forrado con raicillas, zarcillos y pecíolos, a una altura del suelo de 0,6 a 1,5 m. La hembra ponen 2 huevos grisáceos, con abundantes manchas marrón oscuro.

## Sistemática

### Descripción original
La especie H. perspicillatus fue descrita por primera vez por el ornitólogo estadounidense George Newbold Lawrence en 1861 bajo el nombre científico Grallaria perspicillata; localidad tipo «istmo de Panamá».

### Subespecies
Según la clasificación del Congreso Ornitológico Internacional (IOC) (Versión 6.3, 2016) y  Clements Checklist v.2015,  se reconocen cinco subespecies, con su correspondiente distribución geográfica:
- Hylopezus perspicillatus intermedius (Ridgway, 1884) – pendiente caribeña desde el este de Honduras al sur hasta el oeste de Panamá.
- Hylopezus perspicillatus lizanoi (Cherrie, 1891) – pendiente del Pacífico del sur de Costa Rica (anteriormente hacia el este hasta el oeste de Chiriquí, en Panamá).
- Hylopezus perspicillatus perspicillatus (Lawrence, 1861) – Panamá (desde Veraguas y Coclé) hacia el este hasta el noroeste de Colombia (norte de Chocó).
- Hylopezus perspicillatus pallidior Todd, 1919 – Colombia en los valles del alto río Sinú, bajo río Cauca y medio río Magdalena.
- Hylopezus perspicillatus periophthalmicus (Salvadori & Festa, 1898) – pendiente del Pacífico del oeste de Colombia (Serranía del Baudó, en el Chocó) al sur hasta el noroeste de Ecuador.